# Anelaphus albopilus
Anelaphus albopilus es una especie de escarabajo longicornio del género Anelaphus, categorizada en la tribu Elaphidiini, de la subfamilia Cerambycinae.
Mide 10,5-12 mm de longitud. El período de vuelo para ejemplares adultos se presenta durante los meses de mayo y junio.
En la estación de Biología Chamela, en Jalisco, México, se encuentra un ejemplar de la especie, también en el Essig Museum of Entomology, en la ciudad de Berkeley (California), Estados Unidos.

## Taxonomía
Se atribuye su descripción a los entomólogos Chemsak y Noguera, quienes la nombraron por primera vez en 2003. La especie aparece registrada en la sección New species of Anelaphus Linsley from Mexico, Central and South America (Coleoptera; Cerambycidae) de The Pan-Pacific Entomologist, 79 (1): 58–65, publicada en 2003 por Chemsak y Noguera.

## Distribución
Se distribuye por América del Norte, específicamente en México.